# Contea di Butler (Nebraska)
La contea di Butler (in inglese Butler County) è una contea dello Stato USA del Nebraska. Il nome le è stato dato in onore del generale William Orlando Butler. Al censimento del 2000 la popolazione era di 8 767 abitanti. Il suo capoluogo è David City.

## Geografia fisica
L'U.S. Census Bureau certifica che l'estensione della contea è di 1514 km², di cui 3 km² costituiti da acque interne.

## Storia
La Contea di Butler venne istituita nel 1856.

## Contee confinanti
- Contea di Saunders, Nebraska - est
- Contea di Seward, Nebraska - sud
- Contea di Polk, Nebraska - ovest
- Contea di Platte, Nebraska - nord-ovest
- Contea di Colfax, Nebraska - nord

## Comuni
- Abie - village
- Bellwood - village
- Brainard - village
- Bruno - village
- David City - city
- Dwight - village
- Garrison - village
- Linwood - village
- Octavia - village
- Rising City - village
- Surprise - village
- Ulysses - village